# Sam Jaffe
Shalom "Sam" Jaffe, född 10 mars 1891 i New York, död 24 mars 1984 i Beverly Hills, Los Angeles, Kalifornien, var en amerikansk skådespelare.
Jaffe var lärare i matematik innan han började sin scenkarriär med Washington Square Players 1915. Han medverkade sedan i ett stort antal scenuppsättningar innan filmdebuten 1934. Han var en liten, nästan spinkig man, men med sin dynamiska utstrålning fångade han publiken. 
Han Oscarnominerades för sin roll i I asfaltens djungel 1950.

## Filmografi i urval
- 1934 – Röda kejsarinnan
- 1937 – Bortom horisonten
- 1939 – Gunga Din - lansiärernas hjälte
- 1943 – Den stora stjärnparaden
- 1950 – I asfaltens djungel
- 1951 – Mannen från Mars
- 1951 – Dödsfällan
- 1959 – Ben-Hur
- 1961–1965 – Ben Casey (TV-serie)
- 1971 – Sängknoppar och kvastskaft